# With Oden on Our Side
«With Oden on Our Side» — шостий студійний альбом шведського гурту «Amon Amarth». Випущений 22 вересня 2006 року.

## Список композицій
1. «Valhall Awaits Me» — 4:44
2. «Runes to My Memory» — 4:33
3. «Asator» — 3:04
4. «Hermod's Ride to Hel — Lokes Treachery Part 1» — 4:41
5. «Gods of War Arise» — 6:03
6. «With Oden on Our Side» — 4:35
7. «Cry of the Black Birds» — 3:50
8. «Under the Northern Star» — 4:17
9. «Prediction of Warfare» — 6:37

## Бонусний диск (обмежене видання)
1. «Where Silent Gods Stand Guard» — 6:11
2. «Death in Fire» — 4:55
3. «With Oden on Our Side» (Demo version) — 4:32
4. «Hermod's Ride to Hel — Lokes Treachery Part 1» — 4:49
5. «Once Sent from the Golden Hall» — 4:03
6. «Return of the Gods» — 3:34